# Ruth, Nevada
Ruth är en ort i White Pine County, Nevada, USA.